# Wiesław Chorąży

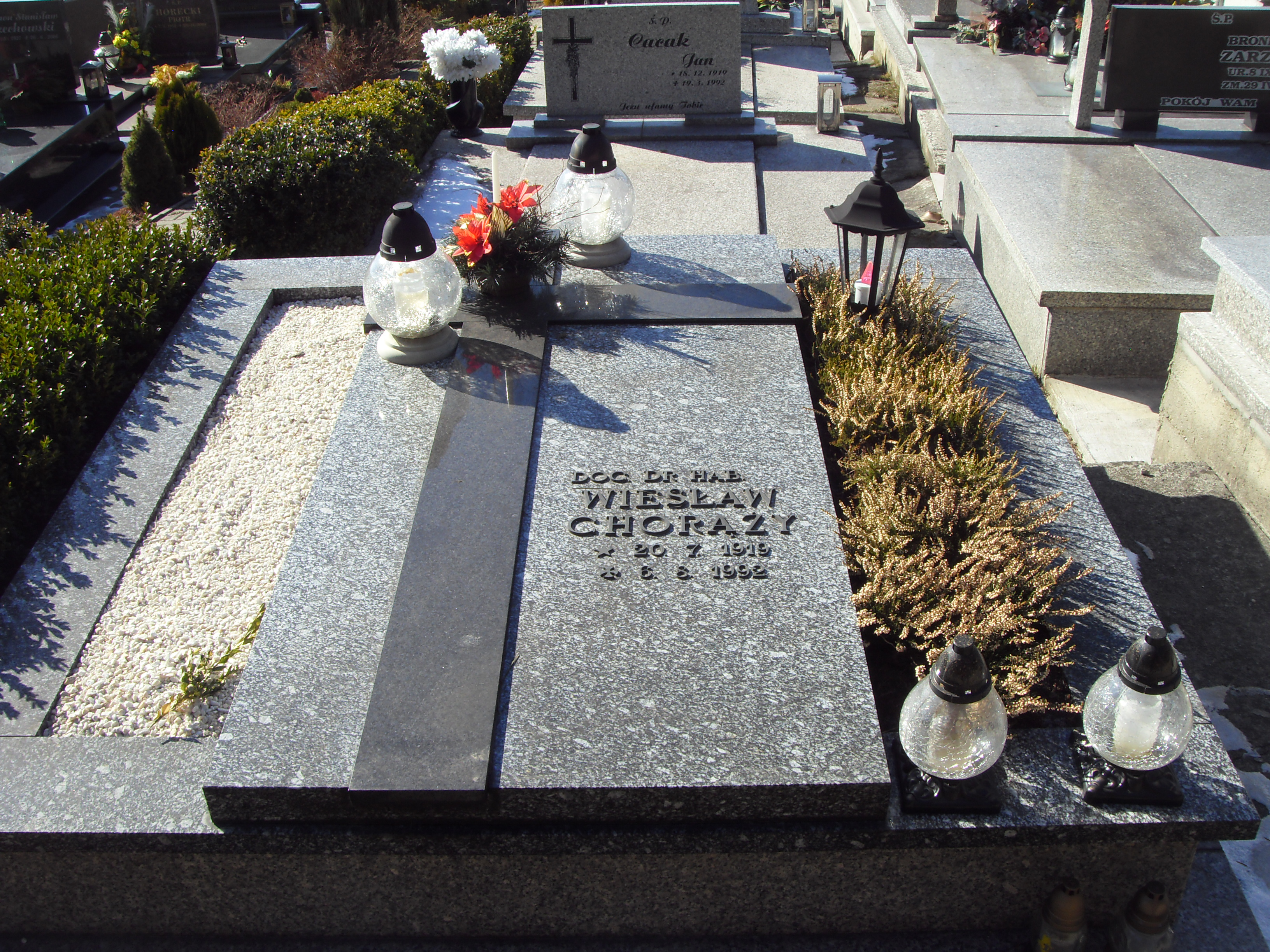
Grób Wiesława Chorążego

Wiesław Chorąży (ur. 20 lipca 1919 w Sanoku, zm. 6 sierpnia 1992 w Katowicach) – polski farmaceuta analityk, bromatolog, dr hab. nauk medycznych.

## Życiorys
W 1949 ukończył studia na Wydziale Farmaceutycznym Uniwersytetu Jagiellońskiego z dyplomem magistra. W 1964 uzyskał doktorat z farmacji na Akademii Medycznej w Krakowie na podstawie dysertacji Działanie chloropropamidu na mięśnie gładkie pod kierunkiem prof. Tadeusza Chruściela. W 1983 habilitował się na podstawie rozprawy Wykorzystanie wybranych naturalnie zmineralizowanych wód dołowych kopalń Górnośląskiego Zagłębia Węglowego do celów profilaktyki leczniczej. Od 1984 do 1987 prodziekan Wydziału Farmaceutycznego ŚAM,  a następnie jego dziekan do 1989.

## Wyróżnienia
- Krzyż Kawalerski Orderu Odrodzenia Polski
- Złoty Krzyż Zasługi
- Medal im. J. Śniadeckiego
- Medal im. I. Łukasiewicza
- odznaka "Za wzorową pracę w służbie zdrowia"
- srebrna Odznaka Racjonalizatora Produkcji
- złota odznaka "Za Zasługi dla Ochrony Środowiska i Gospodarki Narodowej"